# Зелькович, Вицо
Вицо Зелькович (серб. Вицо Зељковић; род. 12 ноября 1988, Градишка, Босния и Герцеговина) — боснийский предприниматель и спортивный функционер, президент Футбольного союза Республики Сербской (с 2020) и Футбольного союза Боснии и Герцеговины (с 2021).

## Биография
Родился 12 ноября 1988 года в городе Градишка, Социалистическая Республика Босния и Герцеговина, Югославия.
19 июня 2018 года Зелькович стал президентом футбольного клуба «Борац» (Баня-Лука), выступавшего в чемпионате Боснии и Герцеговины. 24 января 2020 года он возглавил Футбольный союз Республики Сербской, а 16 марта 2021 года в дополнение к этому занял пост президента Футбольного союза Боснии и Герцеговины.

## Личная жизнь
Вицо женат на Наташе Зелькович. У них есть трое детей. Кроме того, он является племянником политика Милорада Додика.

## Политическая позиция
В 2016 году Зелькович опубликовал в Facebook сообщение, в котором говорилось: «Нам не нужен титул, потому что Босния и Герцеговина — не наша страна! Вперёд, Республика Сербская!».